# Sant Feliu de Constantí
Sant Feliu de Constantí és una església de Constantí (Tarragonès) protegida com a bé cultural d'interès local.

## Descripció
L'església de Sant Feliu té una gran presència arquitectònica. La planta és de creu llatina inscrita en un rectangle. Té tres naus, la central coberta amb volta de canó amb llunetes i les laterals cobertes amb volta d'aresta. La portada és allindada, emmarcada per pilastres toscanes i una fornícula rematant el conjunt de la portada, que actualment és buida.
El campanar de l'església es va construir amb posterioritat. Les reformes de Jujol són exclusives de l'interior de l'església i afecten a reixes, plafons, baranes, bancs, confessionaris i reclinatoris. També són creació de l'arquitecte tarragoní el petit baptisteri, que hagué de ser substituït per un altre més gran i el presbiteri.

## Història
L'església vella fou restaurada l'any 1621, les restauracions no foren senzilles sinó força importants. Donen notícia d'això la firma de capítols entre els jurats de Constantí i el mestre d'obres Joan Corder de Tarragona. Aquesta primitiva església ja fonamentada en una altra encara més antiga aviat es quedà petita i en semi-ruïna, cosa que obligà a la reconstrucció. L'església actual es consagrà l'any 1749, en temps del rector de la Fontena i de Cruïlles, en un acte presidit pel governador del camp de Tarragona. Això no significà l'acabament definitiu de les obres, ja que el campanar es construí posteriorment.
A partir de març de 2016 l'església es tanca el culte a causa de les esquerdes i moviments en la fàbrica de l'edificació provocats, segons els tècnics, per moviments de massa del subsòl, per la presència de nombroses humitats en el terreny i per la topografia.